# فلسفه نقدی
فلسفه نقدی (یا سنجشگرانه) (به انگلیسی: critical philosophy)، کانت‌گرایی است به ویژه با استناد به اینکه: پیش‌فرضهای ضروری شناخت به نحو نقادانه (یا سنجشگرانه) بنا نهاده شود.

## چیستی فلسفه نقدی
فلسفه نقدی (یا سنجشگرانه) شکلی از اندیشیدن است که خطاها و فرضها را در موقعیتهای مختلف می‌کاود. هدف آن نه منفی است و نه شکاکانه، و نه به پیش بردن جزمیات خودش؛ بلکه در پی دستیابی به حقیقت است بدین طریق که نخست خطاها را روشن نماید.

## خاستگاه
ریشه‌های فلسفه نقدی را می‌توان در ایده‌آلیسم نقدی ایمانوئل کانت و آرتور شوپنهاور، اگزیستانسیالیسم فردریش نیچه، و… یافت.